# Saint-Jean-d’Angle
Saint-Jean-d’Angle település Franciaországban, Charente-Maritime megyében. Lakosainak száma 698 fő (2022. január 1.). Saint-Jean-d’Angle Beaugeay, Champagne, La Gripperie-Saint-Symphorien, Saint-Agnant, Saint-Just-Luzac és Marennes-Hiers-Brouage községekkel határos.

## Népesség
A település népessége az elmúlt években az alábbi módon változott:
| Lakosok száma | 456  | 464  | 486  | 534  | 677  | 686  | 693  | 691  | 693  | 698  |
|               | 1968 | 1982 | 1990 | 2006 | 2013 | 2015 | 2017 | 2019 | 2020 | 2022 |